# Sœurs de la charité de Strasbourg
Les Sœurs de la charité de Strasbourg (en latin : Congregatio Sororum Caritatis Argentinensis) sont une congrégation religieuse féminine enseignante et hospitalière de droit pontifical et membre de la fédération vincentienne des sœurs de la charité (es).

## Historique
La congrégation est fondée par l'évêque de Strasbourg, Armand de Rohan-Soubise, pour venir en aide aux malades et aux personnes âgées dans les hôpitaux. Les premières religieuses sont formées chez les sœurs hospitalières de Saint Paul de Chartres ; elles retournent dans leur diocèse le 21 juin 1734, fixant la maison-mère de Saverne. En 1827, la maison mère est déplacée à Strasbourg, rue de la Toussaint ; l'institut obtient la reconnaissance civile de Charles X le 8 juin 1828. 
Dès 1832, la congrégation est sollicitée par des diocèses ou des villes allemandes et austro-hongroises pour y fonder des communautés qui deviennent des congrégations autonomes, Zams (es), Munich (es), Paderborn (es), Fulda (es), Untermarchtal (es), Fribourg (es) et Heppenheim ; les congrégations d'Augsbourg (es), Vienne (es), Zagreb (es), Innsbruck (es) et Hildesheim (es) en dérivent également.
L'institut reçoit le décret de louange le 5 août 1870 et ses constitutions sont définitivement approuvées le 19 décembre 1884.

## Activités et diffusion
Les religieuses se dédient à l'enseignement et à la garde d'enfants, au soin des personnes âgées et des malades.
Elles sont présentes en France avec la maison-mère à Strasbourg.
En 2017, la congrégation comptait 93 religieuses dans 15 maisons.